# Ankerbrauerei
L'Ankerbrauerei est une brasserie de Nördlingen, dans le Land de Bavière.

## Histoire
Le symbole de l'ancre était le symbole d'une Gasthaus pour signaler sa présence aux voyageurs. La brasserie est mentionnée pour la première fois en 1608 et se trouve près de l'enceinte de Nördlingen.
La petite brasserie annonce en janvier 2016 cesser sa production le 30 septembre 2016 pour des raisons économiques. En octobre 2016, la production de la recette est reprise par Fürst Wallerstein Brauhaus Gmbh.

## Production
- Nördlinger-Premium-Pils
- Lager Hell
- Edel-Tropfen (Export)
- Dunkel-Export
- Rieser Hefe-Weizen
- Rieser Kristall-Weizen
- Rieser Light-Weizen
- Nördlinger Weihnachts-Festbier (saison)
- Nördlinger Mess’bier pour la Nördlinger Messe
- Kirchweihbier
- Original Radler, Schwarzer Radler
- Rieser Russ’n